# 羽出庭テレビ中継局
羽出庭テレビ中継局（はでにわテレビちゅうけいきょく）は、宮城県伊具郡丸森町にあるTV中継局。

## 所在地
- 丸森町字火打石（赤柴館山）
大年寺山・仙台送信所と大張中継局の2系統からの電波が届きにくい丸森町南西部の一部をカバーしている（福島県伊達市の一部地区でも当局電波を直接受信可）。地上アナログ放送は2011年7月24日で終了する予定だったが、東日本大震災発生の影響で2012年3月31日まで視聴可能となった。

## 送信施設概要

### 地上デジタル放送
| リモコンキーID | 放送局名          | 物理チャンネル | 空中線電力 | ERP | 放送対象地域 | 放送区域内世帯数 |
| 1              | TBC東北放送       | 22ch           | 300mW      | 2W  | 宮城県       | 約300世帯        |
| 2              | NHK仙台教育テレビ | 16ch           | 300mW      | 2W  | 全国         | 約300世帯        |
| 3              | NHK仙台総合テレビ | 18ch           | 300mW      | 2W  | 宮城県       | 約300世帯        |
| 4              | MMT宮城テレビ放送 | 30ch           | 300mW      | 2W  | 宮城県       | 約300世帯        |
| 5              | KHB東日本放送     | 20ch           | 300mW      | 2W  | 宮城県       | 約300世帯        |
| 8              | OX仙台放送        | 23ch           | 300mW      | 2W  | 宮城県       | 約300世帯        |

- 2010年8月25日に開局。
- 水平偏波送信。
- KHBは、デジタル新局として開局。

### 地上アナログ放送
| 放送局名          | チャンネル | 空中線電力       | ERP            | 放送対象地域 | 放送区域内世帯数 |
| ----------------- | ---------- | ---------------- | -------------- | ------------ | ---------------- |
| NHK仙台教育テレビ | 49ch       | 映像3W 音声750mW | 映像20W 音声5W | 全国         | 317世帯          |
| NHK仙台総合テレビ | 51ch       | 映像3W 音声750mW | 映像20W 音声5W | 宮城県       | 317世帯          |
| TBC東北放送       | 53ch       | 映像3W 音声750mW | 映像20W 音声5W | 宮城県       | 317世帯          |
| OX仙台放送        | 55ch       | 映像3W 音声750mW | 映像20W 音声5W | 宮城県       | 317世帯          |
| MMT宮城テレビ放送 | 57ch       | 映像3W 音声750mW | 映像20W 音声5W | 宮城県       | 317世帯          |

- 当初、全国一斉の2011年7月24日で廃局となる予定だったが、同年3月11日に発生した東北地方太平洋沖地震（東日本大震災）の影響により、アナログ波停波が、2012年]3月31日まで延期された。
- KHBにはチャンネルが割り当てられていなかった。